# 崔佛·瓊斯
崔佛·艾爾腓德·喬爾斯·瓊斯（英語：Trevor Alfred Charles Jones，1949年3月23日—），南非電影配樂作曲家，生於南非開普敦。被人熟知的作品有電影《大地英豪》（1992年）、《巔峰戰士》（1993年）、《環游世界八十天》（2004年），以及英國電視劇《Merlin》（1998年）、《克萊奧帕特拉》（1999年）的配樂。

## 主要作品
- 《大地英豪》
- 《巔峰戰士》
- 《環游世界八十天》
- 《克萊奧帕特拉》
- 《魔幻迷宮》

## 外部連結
- 官方网站
- Trevor Jones在互联网电影资料库（IMDb）上的資料（英文）